# Mike O'Dowd
Michael Joseph O'Dowd (Saint Paul, 5 de abril de 1895 - Saint Paul, 28 de julho de 1958) foi um pugilista americano, campeão mundial dos pesos-médios entre 1917 e 1920.

## Biografia
Mike O'Dowd começou sua carreira em 1914, porém foi em 1917 que seu nome entrou para história, depois que ele conquistou o título mundial de campeão dos pesos-médios.
Antes um desconhecido, O'Dowd passou a ganhar uma certa notoriedade após ter feito sequência de combates contra os campeões dos meios-médios Jack Britton e Ted Kid Lewis, num total de cinco lutas todas ocorridas até meados de 1917.
Mesmo sem ter conseguido se impor nessas lutas contra Britton e Kid Lewis, O'Dowd conseguiu destaque suficiente para receber uma oportunidade de desafiar o campeão dos pesos-médios Al McCoy.
A luta entre McCoy e O'Dowd, ocorrida em fins de 1917, durou curtos seis assaltos, terminando com o campeão nocauteado, após um castigo que já havia se iniciado desde o quarto round.
Uma vez campeão mundial dos médios, O'Dowd manteve-se no topo durante os três anos seguintes, tendo realizado nesse período oito defesas de título. Porém, em 1920, O'Dowd acabou perdendo seu título para Johnny Wilson, em um embate decidido nos pontos, após doze rounds lutados.
Um ano mais tarde, ocorreu a revanche entre O'Dowd e Wilson e o desfecho da luta anterior tornou a se repetir, com Wilson aclamado vencedor nos pontos.
Posteriormente, O'Dowd seguiu lutando até 1923 e, em sua última luta, sofreu o seu primeiro e único nocaute de toda sua carreira.